# Xi (letter)
De xi of ksi (hoofdletter Ξ, kleine letter ξ, Grieks: ξι) is de veertiende letter van het Griekse alfabet. De xi is officieel het letterteken voor χ + σ. ξ´ is het Griekse cijfer voor 60 en ,ξ voor 60 000 (een komma voor de letter geeft een duizendtal aan).
De xi wordt uitgesproken als /ks/, zoals in xylofoon.